# Università degli Studi di Torino

Francobollo emesso nel 2004 in occasione del VI centenario della fondazione

L'Università degli Studi di Torino, o semplicemente Università di Torino (UniTo), è un'università statale italiana fondata a Torino agli albori del XV secolo.

## Storia
Nel maggio dell'anno 825 il capitolare di Corteolona dell'imperatore Lotario I istituì le scuole imperiali. Oltre a Pavia (capitale del Regno d'Italia dipendente dall'Impero carolingio), anche Torino ebbe la scuola di diritto, di retorica e arti liberali; alla sede torinese facevano inoltre riferimento gli studenti di Ventimiglia, Albenga, Vado e Alba.
L'università propriamente detta fu istituita nel 1404 quando, per iniziativa del principe Ludovico di Acaia, l'antipapa Benedetto XIII emise la bolla di fondazione dello studium di Torino. Primo cancelliere fu Giovanni da Rivalta.
Iniziò a prendere una forma moderna, sul modello dell'Università di Bologna, con la riforma di Emanuele Filiberto, ma non si sviluppò molto fino alla riforma di Vittorio Amedeo II che, divenuto re di Sicilia, affidò al siciliano Francesco d'Aguirre il compito di modernizzare e laicizzare l'Università e ne fece un modello di riferimento per molte altre università, tra le quali la Sorbona di Parigi che, secondo Filippo Cordova, fu riformata da Napoleone seguendo il modello voluto da Vittorio Amedeo e Francesco d'Aguirre per l'università di Torino.
Nell'Ottocento l'università crebbe molto, fino a diventare una delle più prestigiose in Italia e uno dei punti di riferimento del positivismo italiano, con docenti come Cesare Lombroso, Carlo Forlanini e Arturo Graf. Dal secondo dopoguerra e fino alla fine del secolo, l'incremento del numero di studenti e lo sviluppo edilizio sono stati rilevanti, ma l'università perse gran parte della sua centralità; il ruolo scientifico dell'ateneo ritrovò in seguito un nuovo impulso grazie alla collaborazione con altri centri di ricerca nazionali e internazionali, con gli enti locali e con il ministero dell'istruzione. Alla fine degli anni novanta le sedi di Alessandria, Novara e Vercelli si sono rese autonome, costituendo la nuova università del Piemonte Orientale. La statua di Minerva, realizzata da Vincenzo Vela nel 1858 su commissione di Pedro V di Portogallo e originariamente destinata all'accademia di belle arti di Lisbona, fu acquisita per la città nel 1895. Dopo il restauro del 2003 fu trasferita dalla Galleria civica d'arte moderna al cortile interno del palazzo dell'università.

## Struttura

### Dipartimenti
L'università è organizzata nei seguenti dipartimenti:
- Biotecnologie molecolari e scienze per la salute
- Chimica
- Culture, politica e società
- Economia e statistica
- Filosofia e scienze dell'educazione
- Fisica
- Giurisprudenza
- Informatica
- Lingue e letterature straniere e culture moderne

- Management
- Matematica
- Neuroscienze
- Oncologia
- Psicologia
- Scienza e tecnologia del farmaco
- Scienze agrarie, forestali e alimentari
- Scienze chirurgiche
- Scienze cliniche e biologiche

- Scienze economico-sociali e matematico-statistiche
- Scienze mediche
- Scienze, progetto e politiche del territorio
- Scienze della sanità pubblica e pediatriche
- Scienze della terra
- Scienze veterinarie
- Scienze della vita e biologia dei sistemi
- Studi storici
- Studi umanistici

### Scuole
L'ateneo ha altresì predisposto le seguenti scuole:
- Agraria e medicina veterinaria
- Management ed economia
- Medicina
- Scienze giuridiche, politiche ed economico-sociali
- Scienze della natura
- Scienze umanistiche

#### Scuola di studi superiori
Dall'ottobre 2009 presso l'ateneo è istituita una scuola di studi superiori (SSST), intitolata a Ferdinando Rossi, che affianca ai normali corsi universitari. Dopo aver superato un esame di selezione, gli studenti ammessi e che rispettano requisiti di merito hanno diritto a una borsa di studio per le tasse universitarie e alla permanenza in una residenza universitaria.

### Ricerca
Presso l'università di Torino sono attivi diversi centri di ricerca, tra cui:
- Centro di eccellenza per la didattica, l'assistenza e la ricerca in campo odontostomatologico (polo didattico Dental School del Lingotto, Via Nizza 230, Torino)
- CIM (centro imaging molecolare)
- Collegio "Carlo Alberto", centro di ricerca nell'area dell'economia, delle scienze statistiche e sociali.[18]
- ICxT (ICT e innovazione per società e territorio)[19] nato dalla collaborazione di otto dipartimenti (culture politica e società; economia; giurisprudenza; informatica; management; psicologia; scienze della vita e biologia dei sistemi; statistica), con l'obiettivo di fare ricerche e sviluppi innovativi di prodotti, servizi e progetti insieme alle imprese e di un incubatore d'impresa presso cui vengono attivati gli spin-off relativi alla ricerca scientifica denominato "2I3T", in compartecipazione con la città di Torino e Finpiemonte. Dispone di due siti, uno per gli spin-off attivi nella ricerca chimico-farmaceutica (complesso ex-Edilscuola di via Quarello) e uno per quelli attivi nella ricerca biotecnologica (Biotech school di via Nizza).
- MBC (molecular biotecnology center; scuola universitaria di biotecnologie)
- NIS (nanostructured interfaces and surfaces; superfici ed interfasi nanostrutturate)
- NICO (neuroscience institute Cavalieri Ottolenghi; centro di ricerca sulle neuroscienze presso Azienda Ospedaliera universitaria San Luigi Gonzaga di Orbassano)
- Centro "G. Scansetti" per lo Studio degli Amianti e di Altri Particolati Nocivi[20]

IRIS è il sistema di gestione integrata dei dati della ricerca (persone, progetti, pubblicazioni, attività) dell'ateneo. IRIS AperTO è l'archivio istituzionale Open Access destinato a raccogliere, rendere visibile e conservare la produzione scientifica dell'Università di Torino.

### Musei
La storia delle collezioni scientifiche dell'ateneo torinese inizia con la creazione del museo dell'università, voluto nel 1739 da Carlo Emanuele III. Nel corso del tempo esse si sono arricchite e organizzate in musei indipendenti, costituendo uno straordinario patrimonio di beni culturali scientifici.
Oggi questi musei sono al centro di progetti di valorizzazione sviluppati con la collaborazione tra ateneo, regione Piemonte, città di Torino e ministero dell'Istruzione.
I musei di mineralogia, di geologia e paleontologia, di zoologia e anatomia comparata sono stati affidati in convenzione al museo regionale di scienze naturali nel 1980.
I musei di anatomia umana, antropologia criminale e antropologia e etnografia rientrano nel progetto "museo dell'uomo". Quest'ultimo, che si sta realizzando in collaborazione tra l'università e la regione, troverà sede nel palazzo dove è già visitabile il museo di anatomia.

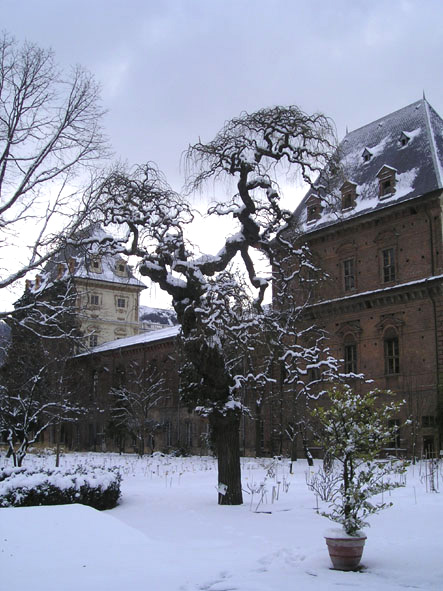
Orto botanico universitario in inverno.

### Biblioteche
Le biblioteche dell'università di Torino sono suddivise in biblioteche di facoltà, interdipartimentali e di dipartimento.

### Orto botanico
È presente un orto botanico, legato al Dipartimento di Scienze della Vita e Biologia dei Sistemi, situato nelle vicinanze del Parco del Valentino. Al suo interno è presente un percorso per ipovedenti e non vedenti, dotato di schede in Braille, poste accanto alle specie botaniche che possono quindi essere toccate direttamente dopo aver avuto le relative e sintetiche informazioni scientifiche.

## Rettori
- Cesare Nani (1898-1899)[23]
- Francesco Ruffini (1910-1913)
- Romeo Fusari (1913-1917)[24]
- Alfredo Pochettino (1924-1928)
- Luigi Einaudi (1943-1945)
- Mario Allara (1945-1971)
- Guido Sasso (1972-1975)
- Giorgio Cavallo (1975-1984)
- Mario Umberto Dianzani (1984-1996)
- Rinaldo Bertolino (1996-2004)
- Ezio Pelizzetti (2004-2013)
- Gianmaria Ajani (2013-2019)
- Stefano Geuna (2019-2025)
- Cristina Prandi (eletta, dal 2025)

## Identità visiva
Il logo (o stemma, o marchio) è il simbolo identitario dell'ateneo. Fino al 2022 era formato dal sigillo vero e proprio e dal testo disposto a circondare la parte grafica. Nella parte grafica si riconoscono tre elementi fondamentali: 
- un toro (che richiama la città di Torino);
- su questo un'aquila rivolta verso il Sole (a simboleggiare la sapienza che deriva dallo studio) e la corona portata dall'aquila, a testimoniare il potere imperiale che con un suo diploma conferma la Casa Savoia come detentrice del controllo sull'istituto;
- i tre libri su quali è appoggiato il toro, che raffigurano le prime tre Facoltà istituite dall'Università.

Nel testo è leggibile Sigil∗Vnivers∗Avgustae∗Tavrinorvm, cioè Sigillum Universitas Augustae Taurinorum.
Il 28 giugno 2022 è stato pubblicamente presentato il nuovo logo universitario, di colore rosso, che ridisegna parzialmente gli elementi fondamentali e sostituisce la precedente scritta con la nuova Universitas Studii Taurinensis 1404.

### Galleria d'immagini

Il precedente logo, tratto dallo storico sigillo d'Ateneo